# Boris Grebenščikov

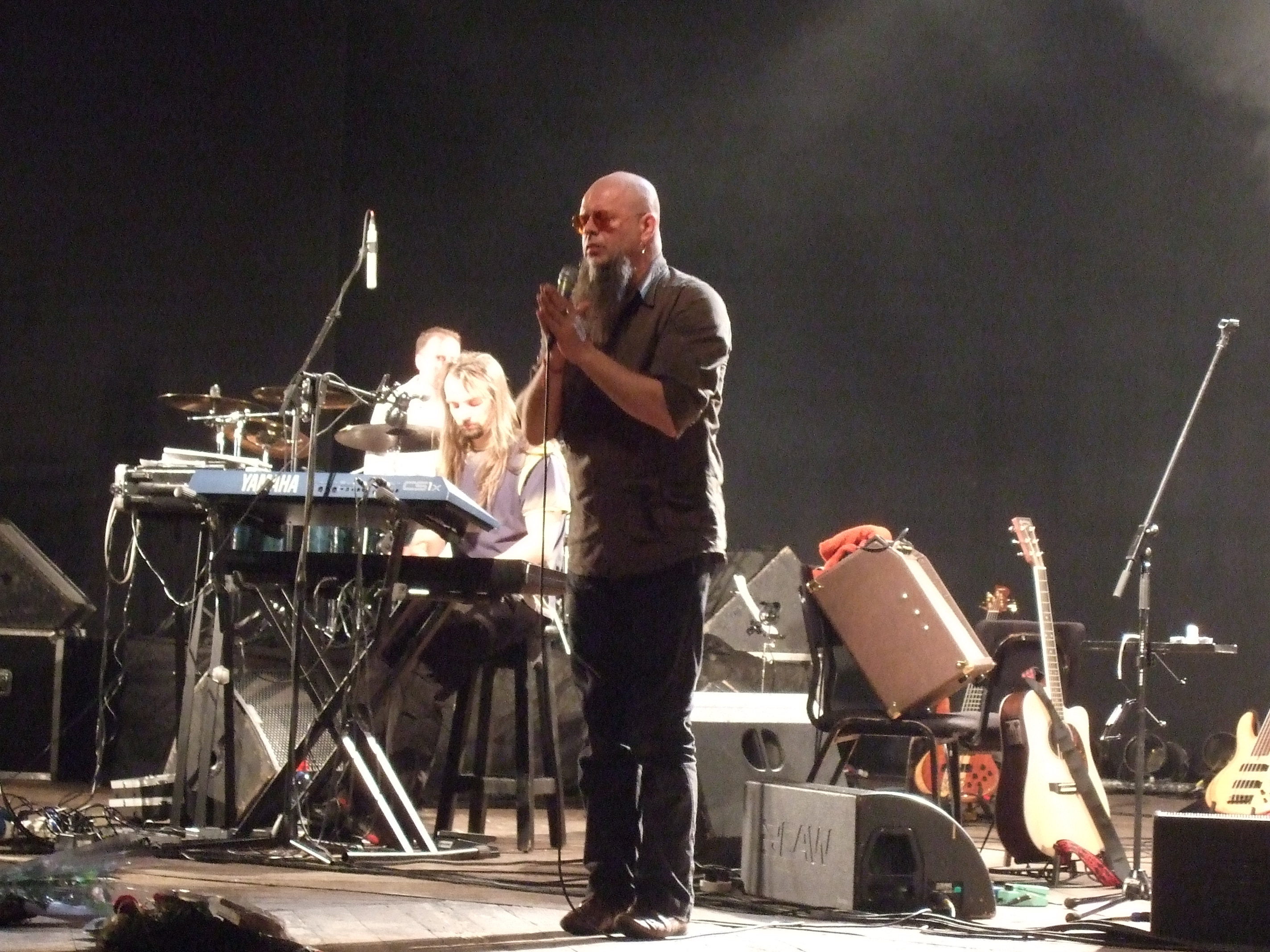
Boris Borisovič Grebenščikov 2008

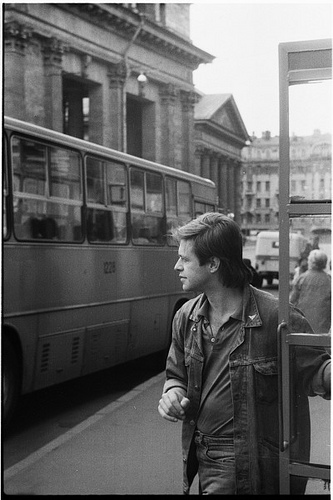
Igor Muchin: Leningrad 1987, Boris Grebenščikov

Boris Borisovič Grebenščikov, rusky Бори́с Бори́сович Гребенщико́в (často se používá i monogram БГ, * 27. listopadu 1953 Leningrad SSSR) je ruský básník, skladatel a hudebník, lídr rockové skupiny Akvárium, jeden z otců-zakladatelů sovětského rocku a kultovní osobnost ruské mládežnické kultury 80. let 20. století až prvního desetiletí 21. století.[zdroj⁠?!]

## Životopis
Boris Grebenščikov se narodil v Leningradu. V létě 1972 založil spolu s Anatolijem Gunickým a skupinou stejně smýšlejících skupinu Akvárium. Ta tehdy fungovala pololegálním způsobem, tvořila domácí nahrávky a zřídka vyjížděla na pohostinská vystoupení do jiných měst.
V roce 1977 ukončil Grebenščikov fakultu aplikované matematiky a procesů řízení Leningradské státní univerzity a začal pracovat ve vědeckovýzkumném ústavu sociologie, aniž přestal psát písně, koncertovat a spolupracovat s experimentálním divadlem Leningradské státní univerzity. Po vystoupení na Tbiliském rockovém festivalu v dubnu 1980 byl vyloučen z Komsomolu (kam vstoupil v roce 1967), zbaven hodnosti mladšího vědeckého pracovníka, propuštěn z práce (stal se hlídačem) a skupina Akvárium byla oficiálně zakázána. V roce 1981 se Akvárium stalo členskou skupinou Leningradského rockového klubu a postupně se zúčastnilo prvních pěti jím pořádaných festivalů.
V roce 1982 se Grebenščikov podílel jako producent na prvním albu skupiny Kino 45. V roce 1989 nahrál s Davem Stewartem ze skupiny Eurythmics své první anglické album Radio Silence.
První sestava Akvária ukončila svou činnost na začátku 90. let 20. století; Grebenščikov poté na přechodnou dobu založil skupinu BG Band (БГ-Бэнд), s níž nahrál Ruské album (Русский альбом) а z jejíchž koncertních nahrávek později vzniklo dvojalbum Dopisy kapitána Voronina (Письма капитана Воронина). V nové sestavě bylo Akvárium (Аквариум 2.0) obnoveno v roce 1993. Do téhož roku se datuje jeho spolupráce na albu Sergeje Čigrakova.
V roce 2003 se u příležitosti Grebenščikovových 50. narozenin konal velký koncert v Kremlu.
V březnu 2005 vystoupil jako organizátor setkání řady rockových hudebníků a producentů s Vladislavem Surkovem, náměstkem vedoucího úřadu prezidenta; toto setkání vyvolalo velký ohlas ve sdělovacích prostředcích.
Od 22. května 2005 BG moderuje vlastní pořad Aerostat (Аэростат), který se vysílá (stav k začátku roku 2016) na stanici Ruské rádio (Радио России) a na stanici Rádio Kultura (Радио Культура). V roce 2005 prodělal operaci zraku, v roce 2009 operaci srdce.
V roce 2014 vydal sólové album Sůl (Соль), "nejlepší za více než 40 let" Od roku 2019 žije pro svůj nesouhlas s ruskou politikou v Londýně. V roce 2020 podepsal otevřený dopis kněží a laiků na podporu běloruských demonstrantů proti prezidentovi Lukašenkovi. Po 44 denní válce o Náhorní Karabach v listopadu 2020 s dalšími ruskými osobnostmi vyzval UNESCO, aby zařadilo památky křesťanského kulturního, uměleckého a architektonického dědictví Náhorního Karabachu na Seznam světového dědictví pro jejich další uchování.
V únoru 2022 vystoupil proti ruské invazi na Ukrajinu a prohlásil, že lidé, kteří tuto válku rozpoutali, jsou blázni a ostuda Ruska. Na koncertě v Berlíně vybral 12 milionů eur a převedl je na pomoc Ukrajině. Při té příležitosti prohlásil, že všichni Rusové, kteří podporují vedení speciální operace na Ukrajině jsou fašisté a on s takovými Rusy odmítá komunikovat. V květnu 2023 byl Grebenščikov obviněn z diskreditace ruské armády a v červnu 2023 byl Ministerstvem spravedlnosti Ruské federace prohlášen zahraničním agentem.

## Ocenění
- V lednu 1998 – cena Triumf
- 23. září 2000 – cena Lidé našeho města, Petrohrad
- 7. dubna 2001 – cena FUZZ „Za přínos“
- 31. března 2002 – cena rozhlasové stanice Naše rádio (НАШЕ радио) «PoboRoll (ПобоRoll) pro BG a Akvárium za přínos k rozvoji hudby
- 18. října 2002 – Carskoselská umělecká cena
- 24. ledna 2004 – cena „Vlastní kolej“ Vladimíra Vysockého

## Rodina
Borisův otec, Boris Alexandrovič Grebenščikov, byl inženýrem, ředitelem výzkumného závodu Baltské flotily, zemřel v roce 1975. Matka, Ludmila Charitonovna Grebenščikova, byla právní konzultantka Leningradského domu modelů.
První ženu Natalju Kozlovskuju (Наталья Козловская) si Grebenščikov vzal na podzim 1976. V roce 1978 se jim narodila dcera Alisa, která se později stala slavnou herečkou. Rozvedli se v roce 1980 po skandálu v Tbilisi.
Jeho druhou ženou byla Ludmila Šurygina (1980–1989), sekretářka. Z tohoto manželství se narodil syn Gleb.
Od roku 1991 je Grebenščikov ženatý s Irinou (bývalou ženou Alexandra Titova). Z tohoto svazku se narodila dcera Vasilisa, kromě toho Boris a Irina vychovávali Marka Titova, Irinina syna z předchozího manželství.

## Diskografie
Zhruba do roku 1987 byla alba vydávána samizdatově, po roce 1990 došlo k oficiálním reedicím.

### „Prehistorická“ alba BG
- 1973 — Искушение святого Аквариума (БГ + Джордж) – Pokušení svatého Akvária (BG a George Gunickij)
- 1973 — Менуэт Земледельцу – Menuet pro zemědělce (nahrávka nezvěstná)
- 1974 — Притчи Графа Диффузора – Legendy hraběte Diffuzora
- 1976 — C той стороны зеркального стекла – Ze druhé strany skla zrcadla
- 1978 — Все братья — сестры (БГ + Майк) – Všichni bratři jsou sestry (BG a Mike Naumenko)

### „Historická alba“ BG
- 1981 — Синий альбом – Modré album
- 1981 — Треугольник – Trojúhelník
- 1981 — Электричество – Elektřina
- 1982 — Акустика – Akustika
- 1982 — Табу – Tabu
- 1983 — Радио Африка – Rádio Afrika
- 1984 — Ихтиология – Ichtiologie
- 1984 — День Серебра – Den stříbra
- 1985 — Дети Декабря – Děti prosince
- 1986 — Десять стрел – Deset střel – živá nahrávka, kromě závěrečného Města (Город, alternativní název písně: Zlaté město – Город золотой)
- 1987 — Равноденствие – Rovnodennost
- 1990 — Radio London – Rádio Londýn (anglicky)
- 1989 (2007) — Феодализм – Feudalismus
- 1991 — Русский альбом – Ruské album
- 1993 — Любимые песни Рамзеса IV – Oblíbené písmě Ramsese IV.
- 1993 — Письма капитана Воронина – Dopisy kapitána Voronina (živá nahrávka BG Bandu z roku 1991)
- 1994 — Пески Петербурга – Písky Petěrburgu
- 1994 — Песни Александра Вертинского – Písně Alexandra Věrtinského
- 1994 — Кострома mon amour – Kostroma mon amour (má láska)
- 1994 — Задушевные песни (БГ + Квартет Анны Карениной)
- 1995 — Навигатор – navigátor
- 1996 — Снежный лев – Sněžný lev
- 1996 — Чубчик
- 1997 — Лилит – Lilit
- 1997 — Гиперборея – Hyperborea
- 1998 — Прибежище (v USA vydáno pod anglickým názvem Refuge) – Útočiště; BG + Gabrielle Roth & The Mirrors, album buddhistických modliteb a manter)
- 1998 — Молитва и пост – Modlitba a půst (původně zveřejněno na internetu, na CD poprvé vydáno roku 2001)
- 1998 — Борис Гребенщиков и Deadушки – BG a Deaduški
- 1999 — Песни Булата Окуджавы – Písně Bulata Okudžavy
- 1999 — Пси – Ψ -Psí
- 2002 — Переправа – («Bardo»; БГ + Gabrielle Roth & «The Mirrors»)
- 2002 — Сестра Хаос – Sestra Chaos
- 2003 — Песни рыбака – Písně rybářovy
- 2004 — Без слов – Beze slov — limitovaná edice 1000 exemplářů
- 2005 — ZOOM ZOOM ZOOM
- 2006 — Беспечный русский бродяга – Bezstarostný ruský tulák
- 2008 — Лошадь белая – Bílý kůň
- 2009 – Пушкинская, 10 – Puškinská 10
- 2010 — День радости - Den radosti
- 2011 — Архангельск - Archangelsk
- 2012 — Воздухоплавание в компании сфинксов - Vzduchoplavba ve společnosti sfing
- 2013 — Аквариум + - Akvárium +
- 2016 — Песни Нелюбимых - Písně nemilovaných (EP)
- 2017 — Двери Травы - Dveře trávy (EP)
- 2014 — Соль - Sůl
- 2018 — Время N - Doba N
- 2020 — Знак Огня - Znamení Ohně
- 2020 — Услышь меня, хорошая - Slyš mě, dobrá

### Účast na jiných projektech
- 1982 — 45 (album Viktora Coje + BG]
- 1983 — Эксерсизы (Sergej Kurjochin a BG)
- 1985 — Безумные соловьи русского леса – Šílení slavíci ruského lesa (Sergej Kurjochin a BG)
- 1986 — Подземная культура – Podzemní kultura (Sergej Kurjochin a BG)
- 1996 — Детский альбом – Dětské album (Sergej Kurjochin a BG)

## Próza
- Seznam děl v Souborném katalogu ČR, jejichž autorem nebo tématem je Boris Grebenščikov

Grebenščikov napsal několik prozaických děl — novelu Les (román, který i tak není dokončen) – «Лес» («Роман, который так и не окончен») a povídku Ivan a Danilo «Иван и Данило» (stejně se jmenuje i jedna z jeho písní).

## Účast ve filmech
Hudba Borise Grebenščikova zní v řadě filmů. Objevil se rovněž v rolích ve filmech Sergeje Solovjova Černá růže – symbol smutku, červená růže – symbol lásky (Чёрная роза – эмблема печали, красная роза – эмблема любви) (1989), Křehký věk (Нежный возраст) (2001). Hrál i ve filmech Dva kapitáni 2 (Два капитана-2) režiséra Sergeje Děbiževa a BG. Lev Tolstoj (БГ. Лев Толстой) režiséra Viktora Tichomirova.

## Citát
- Abych stál, musím se držet kořenů (Чтобы стоять, я должен держаться корней); z písně Держаться корней – Držet se kořenů, vydané na albu Akustika

## Zajímavosti
Na setkání Borise Grebenščikova se studenty Sanktpetěrburské humanitní univerzity odborů mu byla položena otázka: "Jaký je váš vztah k sexuálním menšinám?" Grebenščikov odpověděl: "Podporuji je. Mně se zdá, že když člověk nějak někoho miluje, nechť miluje, pokud existuje vzájemná shoda."
Boris Grebenščikov a skupina Akvárium patří mezi oblíbené umělce Fumase ze skupiny Původní Bureš.
V červnu 2012 Boris Grebenščikov podpořil členky skupiny Pussy Riot.